# 中华短纺器蛛
中华短纺器蛛（学名：Brachythele chinensis）为线蛛科短纺器蛛属的动物。在中国大陆，分布于等地，生活习性为穴居。该物种的模式产地在中国。